# Günter Jaenicke
Günter Jaenicke (* 27. November 1937 in Tilsit, Ostpreußen; † 12. September 2015) war ein deutscher Kommunalpolitiker (CDU). Von 1974 bis 1976 war er Oberbürgermeister von Braunschweig.

## Leben
In Tilsit geboren, musste er als Siebenjähriger im Oktober 1944 mit seinen Eltern den landwirtschaftlichen Betrieb in Ostpreußen verlassen. Über Pillau und Sassnitz führte die Vertreibung nach Hermannsburg bei Celle, wo Günter zur Schule ging und 1958 das Abitur machte. Im selben Jahr zog Jaenicke nach Braunschweig.
1968 wurde er für die CDU erstmals in den Stadtrat gewählt, dem er ohne Unterbrechung bis 1987 angehörte. Von 1974 bis 1976 war er Oberbürgermeister, danach bis 1981 Erster Bürgermeister der Stadt Braunschweig. Als Präsident des Fußballclubs Eintracht Braunschweig wirkte er von 1978 bis 1980, in dem er – wie viele Vorgänger und Nachfolger – mit Querelen zu kämpfen hatte. 1987 wählte ihn der Rat zum hauptamtlichen Dezernenten für Krankenhaus, Feuerwehr, Katastrophen- und Zivilschutz. Zuletzt war er bis 2002 Bau- und Umweltschutzdezernent.
Nach 37-jähriger Zugehörigkeit trat er im Jahre 2000 aus der CDU aus.

## Ehrungen
- Bundesverdienstkreuz am Bande (22. Mai 1984)[2]